# Kate Plays Christine
Kate Plays Christine es un documental estadounidense del año 2016, escrito y dirigido por Robert Greene. Muestra a la actriz Kate Lyn Sheil mientras se prepara para interpretar a Christine Chubbuck —la periodista que se suicidó en un programa de televisión en vivo en 1974— en una película ficticia. Junto a  Christine, fue una de las dos cintas sobre Chubbuck que se estrenaron en el Festival de Cine de Sundance de 2016.

## Lanzamiento
Kate Plays Christine fue proyectada por primera vez el 24 de enero de 2016 en la competencia de documentales estadounidenses del Festival de Cine de Sundance, donde recibió un premio especial del jurado por su guion. También fue exhibida en el Festival Internacional de Cine de Berlín en febrero de 2016. La compañía Grashopper Film adquirió los derechos de distribución del filme en abril de 2016, estrenándola en salas de cine el 26 de agosto de 2016. A nivel mundial, la película recaudó $27 364 dólares.

## Crítica
En el sitio web Rotten Tomatoes, Kate Plays Christine obtuvo un 82% de aprobación considerando 55 reseñas profesionales. El consenso otorgado fue:

Kate Plays Christine blurs genres—and the line between fact and reality—with a cleverly provocative docudrama look at newscaster Christine Chubbuck's life and death.
Kate Plays Christine difumina géneros —y la línea entre los hechos y la realidad— con una astuta y provocativa mirada a la vida y muerte de la conductora Christine Chubbuck.

Por otra parte, en Metacritic, el filme promedió 75 puntos de un máximo de 100, tomando en cuenta 19 opinioness, lo que significa «Críticas generalmente favorables».